# Артур, ты король
«Артур, ты король» (англ. Arthur the King) — художественный фильм режиссёра Саймона Селлана Джонса. В главных ролях снялись Марк Уолберг и Симу Лю. В основу сюжета легла вышедшая в 2017 году документальная книга Микаэля Линднорда «Arthur: The Dog Who Crossed The Jungle To Find A Home».

## Сюжет
В 2015 году в Коста-Рике американский бегун Майкл Лайт и его гоночная команда проигрывают в первый день после того, как Майкл принял неудачное решение плыть на байдарке против течения. Лео, один из членов команды, возмущён тем, что Майкл проигнорировал их мнение.
В 2018 году, после трёхлетнего перерыва в карьере, Майкл живет в Колорадо-Спрингс и не доволен собой. Он женат на Хелен, которая была в команде 2015 года, работает в агентстве недвижимости своего отца Чарли, и хочет чувствовать себя реализованным. Просматривая вирусный пост в Instagram о той неудаче, его 19-й попытке выиграть международную гонку, Хелен призывает Майкла собрать команду и найти спонсора.
Итак, Майкл решает участвовать в гонке ещё раз, надеясь наконец выиграть гонку. Он выбирает двух своих товарищей по команде: Оливию, скалолазку, чей отец сделал карьеру в той же дисциплине; и более старого гонщика Чика, который был исключён из многократно побеждающей австралийской команды из-за травмы колена, при этом сроки восстановления неясны. Однако его спонсор Broadrail предлагает половину запрашиваемой суммы и навязывает четвёртого члена команды, Лео. Он является первоначальным членом команды Майкла, а теперь знаменитостью социальных сетей. Лео не общался с Майклом с момента унизительного вирусного поста. Против своей воли Лайт соглашается.
Майкл находит Лео в Калифорнии, где тот участвует в рекламной фотосессии для своей новой линии одежды. Майкл вынужден признать, что его эгоцентризм стоил им гонки 2015 года. На этот раз он обещает слушать команду.
Команда летит из США в Доминиканскую Республику, у них есть всего четыре дня на акклиматизацию и подготовку к 5-дневной гонке, так как их спонсор не стал бы вкладывать в них больше. 54 команды из 30 стран соревнуются друг с другом, а маршрут проходит в основном по горной местности джунглей. Каждая команда выбирает свой собственный маршрут к каждой контрольной точке, а Чик выступает в роли их навигатора. Маршрут протяжённостью более 400 миль включает в себя треккинг, скалолазание, велоспорт и каякинг.
Перед самым началом гонки Оливия признается, что она здесь из-за своего отца, так как у него осталось мало времени из-за рака поджелудочной железы. Первый этап гонки — треккинг. Пока они отдыхают и заправляются в первом переходном лагере, Майкл даёт фрикадельки бродячей собаке. На 2-м и 3-м этапах, почти 200-мильном участке по пересеченной местности, они карабкаются по скалам с велосипедами, привязанными к спинам.
Затем команда находит тросы для зиплайна и решает использовать их, привязывая к ним велосипеды. Чик и Лео преодолевают участок без проблем. Однако шкив Оливии застревает на изношенном тросе, Майкл совершает сложный маневр, который спасает их обоих. В переходной зоне 6, на полпути, команда отдыхает 35 минут вместо отведённого часа.
Теперь, во время ночного похода в джунглях, им приходится иметь дело с сильным дождём. Лео начинает снимать команду на свой телефон, но Майкл понимает, что это снова может обернуться против них и выкидывает телефон. Между ними вспыхивает спор, Майкл признаётся, что знал, что колено Чика не было здоровым на 100%, а Лео не верит, что они могут победить. Собака прерывает их лаем, а затем спасает Лео и команду от падения со скалы, поэтому они все принимают его за своего и называют собаку Артуром, королём.
В последней части соревнования, при этом они являются лидерами гонки, им приходится оставить Артура на берегу, чтобы сплавиться по морю на байдарках. Но когда они видят, что собака вот-вот утонет, следуя за ними, команда возвращается и спасает его. Из-за этого команда, задерживается и проигрывает гонку, прибывая второй.
Артур падает в обморок по прибытии, и ветеринар обнаруживает, что он серьёзно заражён паразитами, и советует усыпить собаку, чтобы предотвратить дальнейшие страдания, но Майкл отказывается. Ему удаётся отвезти собаку в США, где Артура спасают.

## В ролях
- Марк Уолберг — Майкл Лайт[2]
- Симу Лю — Лео
- Натали Эммануэль — Оливия
- Али Сулиман — Чик
- Роб Коллинз — Деккер
- Майкл Ландес

## Производство
Первоначально режиссёром фильма должен был стать Балтазар Кормакур, но он отказался от участия из-за конфликтов с расписанием.
В июле 2019 года стало известно, что главную роль в фильме получил Марк Уолберг. Он сыграет Линднорда. В декабре 2020 года к актёрскому составу присоединились Симу Лю, Али Сулиман и Роб Коллинз. Саймон Селлан Джонс заменил Кормакура.
Съёмки проходили в Доминиканской Республике, и по состоянию на январь 2022 года фильм находится в стадии пост-продакшна.
Премьера фильма запланирована на 22 марта 2024 года.

## Отзывы и оценки
Variety считает, что «если „Неизгладимые моменты в кино“ в дефиците, что неизбежно делает химию Уолберга и Укаи настоящей изюминкой, то сентименты фильма о самоотверженности всё же выделяются. Это звонкое свидетельство мощной связи между человеком и собакой и доброе напоминание о том, что собачье товарищество может стать спасательным кругом в трудные времена», а Los Angeles Times отмечает: «Страдания могут быть смыслом существования Уолберга, но это более лёгкий и бодрящий режим для актёра, который явно наслаждается экстремальной физической нагрузкой, даже если эмоциональный тон вполне соответствует его устоявшейся звёздной персоне. А если вы любите собак, то не сможете устоять перед историей об Артуре и его рыцарях экстремальных видов спорта».